# Aeolus dorsalis
Aeolus dorsalis är en skalbaggsart som först beskrevs av Thomas Say 1823.  Aeolus dorsalis ingår i släktet Aeolus och familjen knäppare. Inga underarter finns listade i Catalogue of Life.